# Баулой
Баулой (чечен. БӀавла) — село в Итум-Калинском районе Чеченской республики. Административный центр Баулойского сельского поселения.

## Этимология
Слово бӏавло состоит из двух компонентов: бӏав (бӏов) — чеч. боевая башня, и ло — в чеченском языке суффикс в значении «человек, житель» и означает строитель боевой башни. Некоторые исследователи зафиксировали связь этнонима бӏавла с башнями.

## География
Ближайшие населённые пункты: на севере — Идах, на северо-западе — Тухой и Горой, на северо-востоке Эзихой и Чохой, на юго-востоке — Юрдыхой, Чухшканой и Тонгахой, на юго-западе — Ерстахой, на юге — Гезах.
Во второй половине XX века хорошо описана микротопономия села БIавла. Так, у Сулейманова упоминаются развалины Желашка, Пеж-Басса, Тонга, Йурдах, Гурха, Тоьхуо, Идахуо, Иезанчу, гора БIавлой-лам, родники Шелчхие, небольшое озеро 1амие.

## История
В 1944 году коренное население ЧИ АССР было выселено. После восстановления ЧИ АССР чеченцам было запрещено возвращаться в свои исконные районы: Галанчожский, Шатойский и Итум-Калинский.

## Памятник средневекового зодчества
Баулойская полубоевая башня XIV—XVI веков. Средневековый памятник чеченской архитектуры. Крепость стоит на вытянутом в сторону реки, возвышенном утесе. Полубоевая башня ориентирована углами по сторонам света. Выложена из обработанных каменных блоков на глиняно-известковом растворе. На стенах башни встречаются несколько бойниц.

## Население
| 2010 |
| ---- |
| 34   |